# Grækenland i Eurovision Song Contest
Grækenland har deltaget i Eurovision Song Contest siden 1974, med enkelte afbrydelser undervejs. Landet har vundet en enkelt gang, i 2005 med sangen "My Number One" sunget af Helena Paparizou.
Indtil 2001 var den bedste græske placering i Eurovision en femteplads, som blev opnået to gange, i 1977 og 1992. Pladsen blev dog overgået i 2001, hvor duoen Antique (med Helena Paparizou) opnåede en tredjeplads for nummeret "Die For You". Siden 2004 har landet været i top 10 hvert år, med undtagelse af 2012.

## Repræsentant
Nøgle
     Vinder
     Anden plads
     Tredje plads
     Sidste plads
     Deltager valgt, men konkurrerede ikke
| År                         | Kunstner                             | Sang                                                                      | Sprog          | Oversættelse                   | Finale             | Point              | Semi                        | Point                       |
| -------------------------- | ------------------------------------ | ------------------------------------------------------------------------- | -------------- | ------------------------------ | ------------------ | ------------------ | --------------------------- | --------------------------- |
| 1974                       | Marinella                            | "Krasi, thalassa kai t' agori mou" (Κρασί, θάλασσα και τ' αγόρι μου)      | Græsk          | Vin, hav og min kæreste        | 11                 | 7                  | Ingen semifinaler           | Ingen semifinaler           |
| Deltog ikke i 1975         |                                      |                                                                           |                |                                |                    |                    |                             |                             |
| 1976                       | Mariza Koch                          | "Panayia mou, Panayia mou" (Παναγιά μου, Παναγιά μου)                     | Græsk          | Min frue, min frue             | 13                 | 20                 | Ingen semifinaler           | Ingen semifinaler           |
| 1977                       | Paschalis, Marianna, Robert og Bessy | "Mathima solfege" (Μάθημα σολφέζ)                                         | Græsk          | Solfége-undervisning           | 5                  | 92                 | Ingen semifinaler           | Ingen semifinaler           |
| 1978                       | Tania Tsanaklidou                    | "Charlie Chaplin" (Τσάρλυ Τσάπλιν)                                        | Græsk          | —                              | 8                  | 66                 | Ingen semifinaler           | Ingen semifinaler           |
| 1979                       | Elpida                               | "Sokrati" (Σωκράτη)                                                       | Græsk          | Sokrates                       | 8                  | 69                 | Ingen semifinaler           | Ingen semifinaler           |
| 1980                       | Anna Vissi                           | "Autostop" (Ωτοστόπ)                                                      | Græsk          | Blaffe                         | 13                 | 30                 | Ingen semifinaler           | Ingen semifinaler           |
| 1981                       | Yiannis Dimitras                     | "Fegari kalokerino" (Φεγγάρι καλοκαιρινό)                                 | Græsk          | Sommermåne                     | 8                  | 55                 | Ingen semifinaler           | Ingen semifinaler           |
| 1982                       | Themis Adamantidis                   | "Sarantapente kopelies" (Σαρανταπέντε κοπελιές)                           | Græsk          | Femogfyrre piger               | Trak sig           | Trak sig           | Ingen semifinaler           | Ingen semifinaler           |
| 1983                       | Kristie Stassinopoulou               | "Mou les" (Μου λες)                                                       | Græsk          | Sig mig                        | 14                 | 32                 | Ingen semifinaler           | Ingen semifinaler           |
| Deltog ikke i 1984         |                                      |                                                                           |                |                                |                    |                    |                             |                             |
| 1985                       | Takis Biniaris                       | "Miazoume" (Μοιάζουμε)                                                    | Græsk          | Vi samles                      | 16                 | 15                 | Ingen semifinaler           | Ingen semifinaler           |
| 1986                       | Polina                               | "Wagon-lit" (Βαγκόν λι)                                                   | Græsk          | Vognbelyst                     | Trak sig           | Trak sig           | Ingen semifinaler           | Ingen semifinaler           |
| 1987                       | Bang                                 | "Stop" (Στοπ)                                                             | Græsk          | —                              | 10                 | 64                 | Ingen semifinaler           | Ingen semifinaler           |
| 1988                       | Afroditi Frida                       | "Clown" (Κλόουν)                                                          | Græsk          | Klovn                          | 17                 | 10                 | Ingen semifinaler           | Ingen semifinaler           |
| 1989                       | Mariana Efstratiou                   | "To dhiko sou asteri" (Το δικό σου αστέρι)                                | Græsk          | Din egen stjerne               | 9                  | 56                 | Ingen semifinaler           | Ingen semifinaler           |
| 1990                       | Christos Callow & Wave               | "Horis skopo" (Χωρίς σκοπό)                                               | Græsk          | Uden mening                    | 19                 | 11                 | Ingen semifinaler           | Ingen semifinaler           |
| 1991                       | Sophia Vossou                        | "I anixi" (Η άνοιξη)                                                      | Græsk          | Forår                          | 13                 | 36                 | Ingen semifinaler           | Ingen semifinaler           |
| 1992                       | Kleopatra                            | "Olou tou kosmou i Elpida" (Όλου του κόσμου η Ελπίδα)                     | Græsk          | Alt håbet i verden             | 5                  | 94                 | Ingen semifinaler           | Ingen semifinaler           |
| 1993                       | Keti Garbi                           | "Ellada, hora tou fotos" (Ελλάδα, χώρα του φωτός)                         | Græsk          | Grækenland, lysets land        | 9                  | 64                 | Kvalifikacija za Millstreet | Kvalifikacija za Millstreet |
| 1994                       | Kostas Bigalis                       | "To trehandiri" (Το τρεχαντήρι)                                           | Græsk          | Trehadirien                    | 14                 | 44                 | Ingen semifinaler           | Ingen semifinaler           |
| 1995                       | Elina Konstantopoulou                | "Pia prosefhi" (Ποια προσευχή)                                            | Græsk          | Hvilken bøn                    | 12                 | 68                 | Ingen semifinaler           | Ingen semifinaler           |
| 1996                       | Mariana Efstratiou                   | "Emeis forame to himona anixiatika" (Εμείς φοράμε το χειμώνα ανοιξιάτικα) | Græsk          | Vi går i forårstøj om vinteren | 14                 | 36                 | 12                          | 45                          |
| 1997                       | Marianna Zorba                       | "Horepse" (Χόρεψε)                                                        | Græsk          | Dans                           | 12                 | 39                 | Ingen semifinaler           | Ingen semifinaler           |
| 1998                       | Thalassa                             | "Mia krifi evesthisia" (Μια κρυφή ευαισθησία)                             | Græsk          | En hemmelig illusion           | 20                 | 12                 | Ingen semifinaler           | Ingen semifinaler           |
| Deltog ikke i 1999 og 2000 |                                      |                                                                           |                |                                |                    |                    |                             |                             |
| 2001                       | Antique                              | "(I Would) Die For You"                                                   | Engelsk, græsk | (Jeg ville) dø for dig         | 3                  | 147                | Ingen semifinaler           | Ingen semifinaler           |
| 2002                       | Michalis Rakintzis                   | "S.A.G.A.P.O."                                                            | Engelsk        | Jeg elsker dig                 | 17                 | 27                 | Ingen semifinaler           | Ingen semifinaler           |
| 2003                       | Mando                                | "Never Let You Go"                                                        | Engelsk        | Aldrig lade dig gå             | 17                 | 25                 | Ingen semifinaler           | Ingen semifinaler           |
| 2004                       | Sakis Rouvas                         | "Shake It"                                                                | Engelsk        | Ryst det                       | 3                  | 252                | 3                           | 238                         |
| 2005                       | Helena Paparizou                     | "My Number One"                                                           | Engelsk        | Min nummer et                  | 1                  | 230                | Top 10 året før             | Top 10 året før             |
| 2006                       | Anna Vissi                           | "Everything"                                                              | Engelsk        | Alt                            | 9                  | 128                | Værtsland                   | Værtsland                   |
| 2007                       | Sarbel                               | "Yassou Maria" (Γεια σου Μαρία)                                           | Engelsk        | Hej Maria                      | 7                  | 139                | Top 10 året før             | Top 10 året før             |
| 2008                       | Kalomoira                            | "Secret Combination"                                                      | Engelsk        | Hemmelig kombination           | 3                  | 218                | 1                           | 156                         |
| 2009                       | Sakis Rouvas                         | "This Is Our Night"                                                       | Engelsk        | Dette er vores nat             | 7                  | 120                | 4                           | 110                         |
| 2010                       | Giorgos Alkaios & Friends            | "OPA!" (Ώπα)                                                              | Græsk          | —                              | 8                  | 140                | 2                           | 133                         |
| 2011                       | Loucas Giorkas ft. Stereo Mike       | "Watch My Dance"                                                          | Græsk, engelsk | Se min dans                    | 7                  | 120                | 1                           | 133                         |
| 2012                       | Eleftheria Eleftheriou               | "Aphrodisiac"                                                             | Engelsk        | Elskovsmiddel                  | 17                 | 64                 | 4                           | 116                         |
| 2013                       | Koza Mostra & Agathonas Iakovidis    | "Alcohol Is Free"                                                         | Græsk, engelsk | Alkohol er gratis              | 6                  | 152                | 2                           | 121                         |
| 2014                       | Freaky Fortune feat. Risky Kidd      | "Rise Up"                                                                 | Engelsk        | Stig op                        | 20                 | 35                 | 7                           | 74                          |
| 2015                       | Maria-Eleni Kyriakou                 | "One Last Breath"                                                         | Engelsk        | Et sidste åndedræt             | 19                 | 23                 | 6                           | 81                          |
| 2016                       | Argo                                 | "Utopian Land"                                                            | Græsk, engelsk | Utopisk land                   | Ikke kvalificeret  | Ikke kvalificeret  | 16                          | 44                          |
| 2017                       | Demy                                 | "This Is Love"                                                            | Engelsk        | Dette er kærlighed             | 19                 | 77                 | 10                          | 115                         |
| 2018                       | Gianna Terzi                         | "Oniro mou" (Όνειρό μου)                                                  | Græsk          | Min drøm                       | Ikke kvalificeret  | Ikke kvalificeret  | 14                          | 81                          |
| 2019                       | Katerine Duska                       | "Better Love"                                                             | Engelsk        | Bedre kærlighed                | 21                 | 71                 | 5                           | 185                         |
| 2020                       | Stefania                             | "Supergirl"                                                               | Engelsk        | Superpige                      | Konkurrence aflyst | Konkurrence aflyst | Konkurrence aflyst          | Konkurrence aflyst          |
| 2021                       | Stefania                             | "Last Dance"                                                              | Engelsk        | Sidste dans                    | 10                 | 170                | 6                           | 184                         |
| 2022                       | Amanda Georgiadi Tenfjord            | "Die Together"                                                            | Engelsk        | Dø sammen                      | 8                  | 215                | 3                           | 211                         |
| 2023                       | Victor Vernicos                      | "What They Say"                                                           | Engelsk        | Hvad de siger                  | Ikke kvalificeret  | Ikke kvalificeret  | 13                          | 14                          |
| 2024                       | Marina Satti                         | "Zari" (Ζάρι)                                                             | Græsk, engelsk | Terning                        | 11                 | 126                | 5                           | 86                          |
| 2025                       | Klavdia                              | "Asteromáta" (Αστερομάτα)                                                 | Græsk          | Stjerneklare øjne              | 6                  | 231                | 4                           | 112                         |

## Pointstatistik (1974-2025)

### Flest point til og fra - top 5
NB: Kun point givet i finalerne er talt med.
| Grækenland har givet flest point til | Grækenland har givet flest point til | Grækenland har givet flest point til |
| Placering                            | Land                                 | Point                                |
| ------------------------------------ | ------------------------------------ | ------------------------------------ |
| 1                                    | Cypern                               | 369                                  |
| 2                                    | Frankrig                             | 197                                  |
| 3                                    | Spanien                              | 158                                  |
| 4                                    | Italien                              | 155                                  |
| 5                                    | Albanien                             | 116                                  |

| Grækenland har modtaget flest point fra | Grækenland har modtaget flest point fra | Grækenland har modtaget flest point fra |
| Placering                               | Land                                    | Point                                   |
| --------------------------------------- | --------------------------------------- | --------------------------------------- |
| 1                                       | Cypern                                  | 437                                     |
| 2                                       | Albanien                                | 184                                     |
| 3                                       | Spanien                                 | 132                                     |
| 4                                       | Storbritannien                          | 128                                     |
| 5                                       | Frankrig                                | 126                                     |

### 12 point til og fra
NB: Kun 12 point givet i finalerne siden er talt med.
| Grækenland har modtaget 12 point fra | Grækenland har modtaget 12 point fra                                                                            | Grækenland har modtaget 12 point fra |
| År                                   | Jury | Televoting                           |
| ------------------------------------ | --- | ------------------------------------ |
| 1977                                 | Spanien | Ingen separat televoting             |
| 1983                                 | Cypern, Spanien                                                                                                 | Ingen separat televoting             |
| 1987                                 | Cypern | Ingen separat televoting             |
| 1989                                 | Cypern, Schweiz                                                                                                 | Ingen separat televoting             |
| 1992                                 | Cypern, Italien                                                                                                 | Ingen separat televoting             |
| 1993                                 | Cypern | Ingen separat televoting             |
| 1994                                 | Cypern | Ingen separat televoting             |
| 1995                                 | Cypern | Ingen separat televoting             |
| 1997                                 | Cypern | Ingen separat televoting             |
| 1998                                 | Cypern | Ingen separat televoting             |
| 2001                                 | Spanien, Sverige                                                                                                | Ingen separat televoting             |
| 2002                                 | Cypern | Ingen separat televoting             |
| 2003                                 | Cypern | Ingen separat televoting             |
| 2004                                 | Albanien, Cypern, Malta, Rumænien, Storbritannien                                                               | Ingen separat televoting             |
| 2005                                 | Albanien, Belgien, Bulgarien, Cypern, Serbien og Montenegro, Storbritannien, Sverige, Tyrkiet, Tyskland, Ungarn | Ingen separat televoting             |
| 2006                                 | Bulgarien, Cypern                                                                                               | Ingen separat televoting             |
| 2007                                 | Bulgarien, Cypern                                                                                               | Ingen separat televoting             |
| 2008                                 | Albanien, Cypern, Rumænien, San Marino, Storbritannien, Tyskland                                                | Ingen separat televoting             |
| 2009                                 | Albanien, Bulgarien, Cypern                                                                                     | Ingen separat televoting             |
| 2010                                 | Albanien, Belgien, Cypern, Storbritannien                                                                       | Ingen separat televoting             |
| 2011                                 | Cypern | Ingen separat televoting             |
| 2012                                 | Albanien, Cypern                                                                                                | Ingen separat televoting             |
| 2013                                 | Cypern, San Marino                                                                                              | Ingen separat televoting             |
| 2017                                 | Cypern, Montenegro                                                                                              | Cypern                               |
| 2019                                 | Cypern | Cypern                               |
| 2021                                 | Cypern, Frankrig                                                                                                | Cypern, Georgien                     |
| 2022                                 | Bulgarien, Cypern, Danmark, Holland, Norge, Schweiz                                                             | Albanien                             |
| 2024                                 | Schweiz | Cypern                               |
| 2025                                 | Australien, Cypern, Israel, Montenegro                                                                          | Albanien, Cypern, San Marino         |

| Grækenland har givet 12 point til | Grækenland har givet 12 point til | Grækenland har givet 12 point til |
| År                                | Jury                              | Televoting                        |
| --------------------------------- | --------------------------------- | --------------------------------- |
| 1976                              | Storbritannien                    | Ingen separat televoting          |
| 1977                              | Monaco                            | Ingen separat televoting          |
| 1978                              | Belgien                           | Ingen separat televoting          |
| 1979                              | Danmark                           | Ingen separat televoting          |
| 1980                              | Irland                            | Ingen separat televoting          |
| 1981                              | Cypern                            | Ingen separat televoting          |
| 1983                              | Luxembourg                        | Ingen separat televoting          |
| 1985                              | Frankrig                          | Ingen separat televoting          |
| 1987                              | Cypern                            | Ingen separat televoting          |
| 1988                              | Holland                           | Ingen separat televoting          |
| 1989                              | Østrig                            | Ingen separat televoting          |
| 1990                              | Schweiz                           | Ingen separat televoting          |
| 1991                              | Cypern                            | Ingen separat televoting          |
| 1992                              | Irland                            | Ingen separat televoting          |
| 1993                              | Norge                             | Ingen separat televoting          |
| 1994                              | Cypern                            | Ingen separat televoting          |
| 1995                              | Norge                             | Ingen separat televoting          |
| 1996                              | Cypern                            | Ingen separat televoting          |
| 1997                              | Cypern                            | Ingen separat televoting          |
| 1998                              | Cypern                            | Ingen separat televoting          |
| 2001                              | Estland                           | Ingen separat televoting          |
| 2002                              | Cypern                            | Ingen separat televoting          |
| 2003                              | Cypern                            | Ingen separat televoting          |
| 2004                              | Cypern                            | Ingen separat televoting          |
| 2005                              | Cypern                            | Ingen separat televoting          |
| 2006                              | Finland                           | Ingen separat televoting          |
| 2007                              | Bulgarien                         | Ingen separat televoting          |
| 2008                              | Armenien                          | Ingen separat televoting          |
| 2009                              | Storbritannien                    | Ingen separat televoting          |
| 2010                              | Cypern                            | Ingen separat televoting          |
| 2011                              | Frankrig                          | Ingen separat televoting          |
| 2012                              | Cypern                            | Ingen separat televoting          |
| 2013                              | Aserbajdsjan                      | Ingen separat televoting          |
| 2014                              | Østrig                            | Ingen separat televoting          |
| 2015                              | Italien                           | Ingen separat televoting          |
| 2016                              | Rusland                           | Cypern                            |
| 2017                              | Cypern                            | Cypern                            |
| 2018                              | Cypern                            | Cypern                            |
| 2019                              | Cypern                            | Cypern                            |
| 2021                              | Cypern                            | Cypern                            |
| 2022                              | Aserbajdsjan                      | Spanien                           |
| 2023                              | Belgien                           | Cypern                            |
| 2024                              | Schweiz                           | Cypern                            |
| 2025                              | Frankrig                          | Albanien                          |

### Flest point til og fra - alle lande
NB: Kun point givet i finalerne er talt med.
| Grækenland har givet point til | Grækenland har givet point til | Grækenland har givet point til |
| Placering                      | Land                           | Point                          |
| ------------------------------ | ------------------------------ | ------------------------------ |
| 1                              | Cypern                         | 369                            |
| 2                              | Frankrig                       | 197                            |
| 3                              | Spanien                        | 158                            |
| 4                              | Italien                        | 155                            |
| 5                              | Albanien                       | 116                            |
| 6                              | Rusland                        | 112                            |
| 7                              | Østrig                         | 103                            |
| 8                              | Irland                         | 101                            |
| 9                              | Schweiz                        | 99                             |
| 10                             | Storbritannien                 | 91                             |
| 11                             | Sverige                        | 89                             |
| 12                             | Armenien                       | 87                             |
| 13                             | Holland                        | 84                             |
| 14                             | Malta                          | 82                             |
| 15                             | Israel                         | 78                             |
| 16                             | Belgien                        | 77                             |
| =                              | Norge                          | 77                             |
| 18                             | Portugal                       | 76                             |
| 19                             | Finland                        | 75                             |
| =                              | Ukraine                        | 75                             |
| 21                             | Rumænien                       | 69                             |
| 22                             | Aserbajdsjan                   | 67                             |
| 23                             | Moldova                        | 63                             |
| 24                             | Tyskland                       | 50                             |
| 25                             | Bulgarien                      | 44                             |
| 26                             | Danmark                        | 39                             |
| 27                             | Kroatien                       | 37                             |
| 28                             | Tyrkiet                        | 36                             |
| 29                             | Australien                     | 35                             |
| =                              | Polen                          | 35                             |
| 31                             | Estland                        | 34                             |
| 32                             | Georgien                       | 32                             |
| 33                             | Island                         | 31                             |
| 34                             | Luxembourg                     | 28                             |
| =                              | Serbien                        | 28                             |
| 36                             | Ungarn                         | 21                             |
| 37                             | Slovenien                      | 19                             |
| 38                             | Jugoslavien                    | 18                             |
| 39                             | Monaco                         | 16                             |
| 40                             | Letland                        | 14                             |
| =                              | Serbien og Montenegro          | 14                             |
| 42                             | San Marino                     | 13                             |
| 43                             | Tjekkiet                       | 10                             |
| 44                             | Bosnien-Hercegovina            | 9                              |
| =                              | Hviderusland                   | 9                              |
| 46                             | Slovakiet                      | 7                              |
| 47                             | Litauen                        | 4                              |
| 48                             | Nordmakedonien                 | 1                              |
| 49                             | Andorra                        | 0                              |
| =                              | Marokko                        | 0                              |
| =                              | Montenegro                     | 0                              |

| Grækenland har modtaget point fra | Grækenland har modtaget point fra | Grækenland har modtaget point fra |
| Placering                         | Land                              | Point                             |
| --------------------------------- | --------------------------------- | --------------------------------- |
| 1                                 | Cypern                            | 437                               |
| 2                                 | Albanien                          | 184                               |
| 3                                 | Spanien                           | 132                               |
| 4                                 | Storbritannien                    | 128                               |
| 5                                 | Frankrig                          | 126                               |
| 6                                 | Holland                           | 124                               |
| 7                                 | Bulgarien                         | 120                               |
| 8                                 | Tyskland                          | 117                               |
| 9                                 | Schweiz                           | 115                               |
| 10                                | Belgien                           | 109                               |
| =                                 | Malta                             | 109                               |
| =                                 | Rumænien                          | 109                               |
| 13                                | Israel                            | 107                               |
| 14                                | Armenien                          | 102                               |
| 15                                | San Marino                        | 101                               |
| 16                                | Norge                             | 85                                |
| 17                                | Portugal                          | 77                                |
| 18                                | Rusland                           | 76                                |
| 19                                | Tyrkiet                           | 73                                |
| 20                                | Finland                           | 69                                |
| =                                 | Sverige                           | 69                                |
| 22                                | Serbien                           | 66                                |
| 23                                | Italien                           | 60                                |
| 24                                | Kroatien                          | 56                                |
| 25                                | Aserbajdsjan                      | 55                                |
| 26                                | Slovenien                         | 53                                |
| 27                                | Moldova                           | 47                                |
| 28                                | Danmark                           | 45                                |
| 29                                | Luxembourg                        | 44                                |
| =                                 | Montenegro                        | 44                                |
| =                                 | Ungarn                            | 44                                |
| =                                 | Østrig                            | 44                                |
| 33                                | Bosnien-Hercegovina               | 42                                |
| =                                 | Georgien                          | 42                                |
| 35                                | Island                            | 40                                |
| 36                                | Irland                            | 37                                |
| 37                                | Polen                             | 35                                |
| 38                                | Nordmakedonien                    | 34                                |
| 39                                | Hviderusland                      | 33                                |
| 40                                | Ukraine                           | 28                                |
| 41                                | Monaco                            | 27                                |
| 42                                | Serbien og Montenegro             | 25                                |
| 43                                | Australien                        | 22                                |
| 44                                | Andorra                           | 21                                |
| =                                 | Tjekkiet                          | 21                                |
| 46                                | Litauen                           | 19                                |
| 47                                | Estland                           | 18                                |
| =                                 | Slovakiet                         | 18                                |
| 49                                | Jugoslavien                       | 17                                |
| =                                 | Letland                           | 17                                |
| 51                                | Marokko                           | 0                                 |

## Vært
| År   | By    | Scene                | Værter                        |
| ---- | ----- | -------------------- | ----------------------------- |
| 2006 | Athen | Olympic Indoor Arena | Sakis Rouvas & Maria Menounos |

## Kommentatorer og jurytalsmænd
| År   | Kommentator                                              | Jurytalsmand                       |
| ---- | -------------------------------------------------------- | ---------------------------------- |
| 1971 | Mako Georgiadou                                          | Deltog ikke                        |
| 1972 | Mako Georgiadou                                          | Deltog ikke                        |
| 1973 | Mako Georgiadou                                          | Deltog ikke                        |
| 1974 | Mako Georgiadou                                          | Irini Gavala                       |
| 1975 | Mako Georgiadou                                          | Deltog ikke                        |
| 1976 | Mako Georgiadou                                          | Irini Gavala                       |
| 1977 | Mako Georgiadou                                          | Naki Agathou                       |
| 1978 | Mako Georgiadou                                          | Niki Venega                        |
| 1979 | Mako Georgiadou                                          | Niki Venega                        |
| 1980 | Mako Georgiadou                                          | Niki Venega                        |
| 1981 | Mako Georgiadou                                          | Tatiana Darra                      |
| 1982 | Mako Georgiadou                                          | Deltog ikke                        |
| 1983 | Mako Georgiadou                                          | Irini Gavala                       |
| 1984 | Ingen udsendelse                                         | Deltog ikke                        |
| 1985 | Mako Georgiadou                                          | Kelly Sakakou                      |
| 1986 | Mako Georgiadou                                          | Deltog ikke                        |
| 1987 | Dafni Bokota                                             | Kelly Sakakou                      |
| 1988 | Dafni Bokota                                             | Fotini Giannoulatou                |
| 1989 | Dafni Bokota                                             | Fotini Giannoulatou                |
| 1990 | Dafni Bokota                                             | Fotini Giannoulatou                |
| 1991 | Dafni Bokota                                             | Fotini Giannoulatou                |
| 1992 | Dafni Bokota                                             | Fotini Giannoulatou                |
| 1993 | Dafni Bokota                                             | Fotini Giannoulatou                |
| 1994 | Dafni Bokota                                             | Fotini Giannoulatou                |
| 1995 | Dafni Bokota                                             | Fotini Giannoulatou                |
| 1996 | Dafni Bokota                                             | Niki Venega                        |
| 1997 | Dafni Bokota                                             | Niki Venega                        |
| 1998 | Giorgos Mitropoulos                                      | Alexis Kostalas                    |
| 1999 | Dafni Bokota                                             | Deltog ikke                        |
| 2000 | Dafni Bokota                                             | Deltog ikke                        |
| 2001 | Dafni Bokota                                             | Alexis Kostalas                    |
| 2002 | Dafni Bokota                                             | Alexis Kostalas                    |
| 2003 | Dafni Bokota                                             | Alexis Kostalas                    |
| 2004 | Dafni Bokota                                             | Alexis Kostalas                    |
| 2005 | Alexandra Pascalidou                                     | Alexis Kostalas                    |
| 2006 | Giorgos Kapoutzidis & Zeta Makrypoulia                   | Alexis Kostalas                    |
| 2007 | Maria Bakodimou & Fotis Sergoulopoulos                   | Alexis Kostalas                    |
| 2008 | Betty Maggira & Mathildi Maggira (Maggira Sisters)       | Alexis Kostalas                    |
| 2009 | Betty Maggira & Mathildi Maggira (Maggira Sisters)       | Alexis Kostalas                    |
| 2010 | Rika Vayani                                              | Alexis Kostalas                    |
| 2011 | Maria Kozakou                                            | Lena Aroni                         |
| 2012 | Maria Kozakou                                            | Andrianna Maggania                 |
| 2013 | Maria Kozakou & Giorgos Kapoutzidis                      | Andrianna Maggania                 |
| 2014 | Maria Kozakou (Alle shows) Giorgos Kapoutzidis (Finalen) | Andrianna Maggania                 |
| 2015 | Maria Kozakou & Giorgos Kapoutzidis                      | Helena Paparizou                   |
| 2016 | Maria Kozakou & Giorgos Kapoutzidis                      | Constantinos Christoforou          |
| 2017 | Maria Kozakou & Giorgos Kapoutzidis                      | Constantinos Christoforou          |
| 2018 | Alexandros Lizardos & Daphne Skalioni                    | Olina Xenopoulou                   |
| 2019 | Maria Kozakou & Giorgos Kapoutzidis                      | Konstantinos Karamitroudis (Gus G) |
| 2021 | Maria Kozakou & Giorgos Kapoutzidis                      | Manolis Gkinis                     |
| 2022 | Maria Kozakou & Giorgos Kapoutzidis                      | Stefania                           |
| 2023 | Maria Kozakou & Jenny Melita                             | Fotis Sergoulopoulos               |
| 2024 | Thanasis Alevras & Jérôme Kaluta                         | Helena Paparizou                   |
| 2025 | Maria Kozakou & Giorgos Kapoutzidis                      | Jenny Theona                       |

## Galleri
- Sarbel i Helsinki (2007)
- Kalomoira i Beograd (2008)
- Klavdia i Basel (2025)